# Sam Sorbo

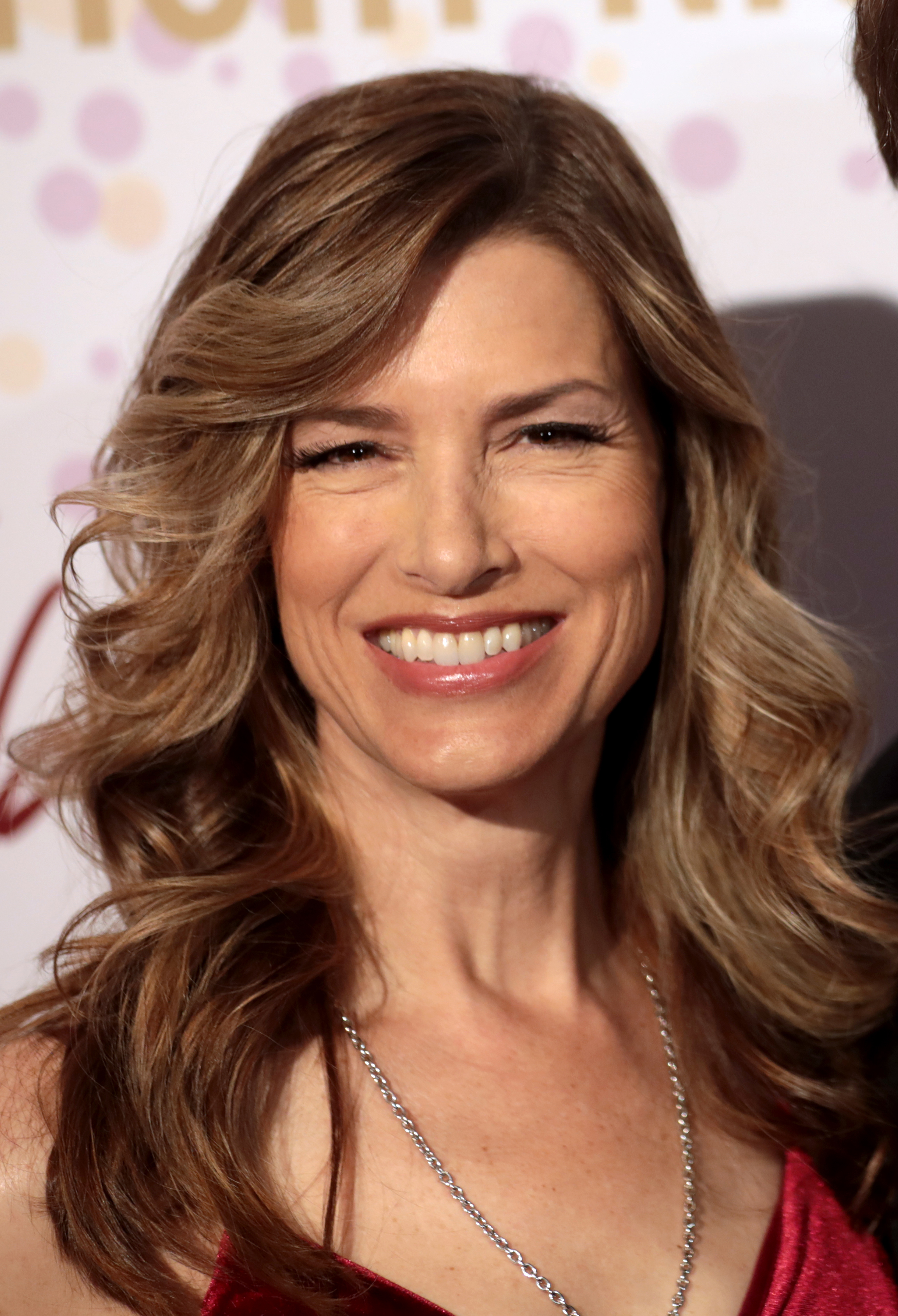
Sam Sorbo, 2022

Sandra Lynn „Sam“ Sorbo (* 18. Oktober 1964 in Pittsburgh, Pennsylvania als Sandra Jenkins) ist eine amerikanische Schauspielerin, Hörfunkmoderatorin und Autorin.
Von 1996 bis 1999 spielte sie die Rolle der Serena in der Fernsehserie Hercules. Für ihre Rolle in Miracle in East Texas wurde sie 2019 als beste Nebendarstellerin mit dem CIFF Award ausgezeichnet. Ihr schauspielerisches Schaffen seit 1987 umfasst 30 Produktionen. Im Radio moderiert sie die jeden Werktag ausgestrahlte The Sam Sorbo Show.
Am 5. Januar 1998 heiratete sie den Schauspieler Kevin Sorbo. Das Paar hat drei Kinder.

## Filmografie (Auswahl)
- 1993: Bis auf die Haut (Obiettivo indiscreto)
- 1993: Hol’ die Mama aus dem Sarg (Ed and His Dead Mother)
- 1993: Twenty Bucks – Geld stinkt nicht – oder doch? (Twenty Bucks)
- 1993: Fortunes of War
- 1994: The Crew – Die Fahrt ins Ungewisse (The Crew)
- 1996–1999: Hercules (Fernsehserie)
- 2000: Andromeda (Fernsehserie, Folge 1x08)
- 2001: Tatort: Nichts mehr im Griff
- 2013: Storm Rider – Schnell wie der Wind (Storm Rider)